# Antonio Beltramelli
Antonio Beltramelli (Forlì, 11 gennaio 1879 – Roma, 15 marzo 1930) è stato uno scrittore e giornalista italiano.

## Biografia
Nato da una famiglia di possidenti decaduta – il padre era impiegato della civica esattoria e consigliere comunale (e poi provinciale) tra le file dei monarchici –, lasciò il ginnasio per entrare all'Accademia militare di Modena da dove dovette allontanarsi per la precoce miopia. Si diplomò all'Istituto tecnico di Forlì, quindi si laureò alla Scuola superiore di Scienze sociali di Firenze con l'idea di dedicarsi alla carriera diplomatica. Trasferitosi a Roma, pur senza mai lasciare del tutto né Forlì né la Romagna, divenne un apprezzato giornalista, prima alla Tribuna e poi nell'appena fondato Giornale d'Italia dove reicontrò Sem Benelli, già suo compagno di studi universitari. Corrispondente del Corriere della Sera dal 1907 al 1910, viaggiò in varie nazioni.
A Forlì collaborò a un giornale monarchico-costituzionale, La Difesa, fondato nel 1910 da Ezio Maria Gray e voluto proprio dai liberali monarchici per contrastare due agguerriti giornali locali, Il Pensiero Romagnolo, repubblicano diretto dal parlamentare Giuseppe Gaudenzi, (vi collaborerà da lì a poco Pietro Nenni, nominato segretario della Camera del Lavoro repubblicana nata dalla scissione dalla Camera del lavoro socialista) e La Lotta di Classe, il giornale fondato proprio nel 1910 da Benito Mussolini, capo dei socialisti forlivesi che nell'intera Romagna erano in stragrande maggioranza massimalisti. In quel periodo Beltramelli darà questo ritratto del suo quasi coetaneo Mussolini: "Lo vedo sempre o quasi sempre solo, attraversare la grande piazza di Forlì evitando i portici, per non incontrare forse quella gente che lo infastidiva: il bavero rialzato, il cappello sugli occhi, la testa bassa. Una fitta barba nera, il volto pallido".
Nel 1912 cominciò a pubblicare a Forlì, con Francesco Nonni, il periodico Il romanzo dei piccoli, stampato per lo più dalla tipografia Luigi Bordandini. Elaborò con Aldo Spallicci la rivista Il Plaustro e anni dopo, nel 1920, con l'aiuto anche di Francesco Balilla Pratella, la rivista La Piè destinata ad incidere nel patrimonio culturale romagnolo. Nel 1913 fu testimone alle nozze di Arnoldo Mondadori con Andreina Monicelli. Ardente nazionalista, sostenne l'ingresso dell'Italia nella prima guerra mondiale, aderendo poi al fascismo.
Nel 1921 fondò e poi diresse il mensile (in seguito quindicinale) Giro Giro Tondo, della Mondadori, nel quale pubblicò sotto diverse abbreviazioni e sigle (ad esempio, Belt); con lui collaborava l'illustratore Bruno Angoletta. L'idea ebbe inizialmente molto successo, anche all'estero, tanto che Beltramelli pensava di farne una rivista di respiro internazionale, che potesse unire tutti i bambini d'Europa. Purtroppo nel prosieguo dell'esperienza le vendite non furono all'altezza delle aspettative. La rivista confluì quindi nel Giornalino della domenica (1925), comparendovi come inserto autonomo.
Nel 1923 ottenne un grande successo con la sua biografia di Mussolini, intitolata L'uomo nuovo. Nel 1925 fu tra i firmatari del Manifesto degli intellettuali fascisti, redatto da Giovanni Gentile. Nello stesso anno Antonio Beltramelli portò nella sua "Villa Sisa", pochi chilometri a nord di Forlì, la cantante lirica giapponese Yoshiko Fausta, detta anche Cichita, per poi sposarla. Nel 1929 fu nel primo gruppo di nominati nell'Accademia d'Italia. Morì nel 1930 a 51 anni.

### La villa di Borgo Sisa
La sua villa di Borgo Sisa, tra Forlì e Ravenna, ereditata da una cugina del padre senza eredi, e abitata quasi stabilmente dal 1912 con la sorella Maria, diventò una specie di Vittoriale romagnolo. Fece scrivere sugli architravi sopra le porte motti e distici in dialetto romagnolo, quello sullo studio intercomunicante con la camera da letto diceva: "N'importa t'entra, ca so cativ!" (non entrare che sono cattivo).  Nella villa trovarono rifugio, durante la seconda guerra mondiale, gli artisti Gianna Nardi Spada e Maceo Casadei. Sempre qui, fu nascosta, opportunamente murata, la Ebe di Antonio Canova posseduta dalla pinacoteca civica di Forlì.

## Carriera letteraria
Beltramelli è stato un autore molto prolifico e di grande successo nella prima metà del Novecento. E tenacemente legato al filone di ispirazione romagnola. Noti sono anche i suoi resoconti di viaggio, come ad esempio quello sul Gargano.
Ha scritto numerose raccolte di novelle, a partire dal 1904 con Anna Perenna, in seguito racchiuse in un unico volume (Le novelle, Mondadori, 1941), e vari romanzi, come Gli uomini rossi (1904), L'ombra del mandorlo (1920) e Il cavalier Mostardo (1921). Non mancano, poi, raccolte di poesie, come Solecchio (1916) e apprezzati libri per l'infanzia, come Le gaia farandole (1909) e Le confidenze della piccola Supplizio (1923).
Beltramelli ha composto anche dei suggestivi libri di viaggio, che sono stati riproposti alla fine del XX secolo, per la loro capacità di unire realismo e lirismo in una perfetta sintesi. È il caso di Da Comacchio ad Argenta. Le lagune e le bocche del Po (1905 e 1994) e Il Gargano (1907 e 2006), inclusi originariamente nella collana Italia Artistica dell'Istituto italiano d'Arti grafiche di Bergamo, diretta da Corrado Ricci. Dello stesso 1907 è Ravenna la taciturna, mentre del 1911 è Il diario di un viandante, in cui si spazia dall'Africa settentrionale alle terre nordiche.
Sensibile alla lezione di D'Annunzio, Beltramelli non fu tenero con i suoi conterranei romagnoli, descrivendo, in romanzi e racconti, un mondo popolato da personaggi primitivi, chiusi, ancora estranei alla modernità, dove la forza prende il posto della legge. Era una Romagna per molti aspetti mitica, che restò sempre nel suo cuore di scrittore. Parlerà dei forlivesi come di una "borghesia rimminchionita", capace solo "di impiegare il tempo fra i tavoli di un caffè e le chiuse stanze di un circolo".
Nel 1929 pubblicò con Filippo Tommaso Marinetti ed altri collaboratori il romanzo a più mani Lo zar non è morto, firmandolo come I Dieci. Francesco Balilla Pratella musicò per canto e pianoforte una raccolta di dieci poesie di Beltramelli intitolata Le canzoni del Niente per l'editore Bongiovanni di Bologna. Il copyright è del 1954, ma la data di composizione, sia dei testi che della musica, è controversa.

## Opere (parziali)

### Raccolte di novelle
- L'antica madre, 1902
- Anna Perenna, 1904
- I Primogeniti, 1905
- I tre tempi, 1929
- Vecchia Provincia 1929
- Le Novelle, 1941
- La tribù, 1904

### Romanzi
- Gli uomini rossi, 1904
- Il Cantico, 1906
- Il cavalier Mostardo, 1921
- Ahi, Giacometta, la tua ghirlandella!, 1921
- Lo zar non è morto, 1929 (romanzo collettivo, con il "Gruppo dei Dieci")

### Per l'infanzia e la gioventù
- L'albero delle fiabe, 1909[14]
- Il piccolo Pomi. Romanzo per la gioventù con molte illustrazioni, 1910

### Testi poetici
- I canti di Faunus, 1908
- Solicchio, 1913

### Testi teatrali
- Le vie del Signore, 1926
- Ugola il futurista (1913), a cura di D. Mengozzi, Imola, La Mandragora, 1999.

### Inchieste e libri di viaggio
- Da Comacchio ad Argenta. Le lagune e le bocche del Po, 1905
- Il Gargano, 1907
- Il diario di un viandante (dal deserto al Mar glaciale), 1911

### Testi biografici
- L'uomo nuovo, 1923